# Król Matjaž

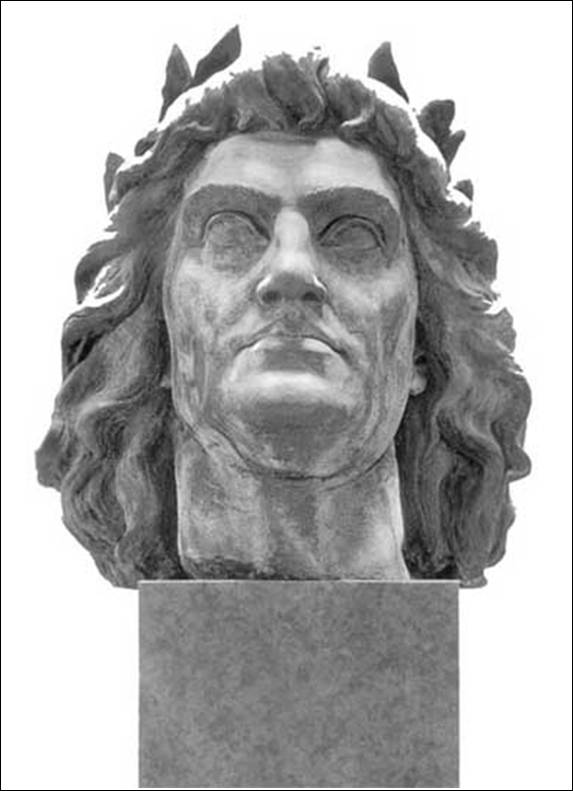
Matija Korvin

Król Matjaž (Kralj Matjaž) – bohater słowiańskich opowieści ludowych. Pierwsze opowieści o tym nim powstały na Węgrzech, lecz jest również bohaterem opowieści chorwackich, serbskich, słoweńskich, ukraińskich, słowackich, czeskich, rosyjskich oraz niemieckich.

## Legenda o dobrym władcy
Pierwsze wzmianki o Królu Matjažu pochodzą z 1596 roku od historyka Marcantonio Nicolettiego. Zanotował on, że mieszkańcy Tolmina śpiewają wojenne hymny o Matje Korvinie. Król Matje Krovin zasłynął tym, że był bardzo pomocnym władcą, za jego panowania zaczęto wykuwać złote monety i w jego królestwie nastały bardzo dobre czasy. Ten dobrobyt rozwścieczył okolicznych władców i postanowili zjednoczyć się przeciwko Matjažowi. Władca wraz ze swoimi żołnierzami skrył się w jaskini Peca, która sama się przed nimi otworzyła i ich skryła. We wnętrzu król zasnął przy kamiennym stola, a dopiero kiedy jego broda dziewięć razu owinęła się wokół niego, obudził się. W Karyntii panowały dalej dobre czasy, a władca wraz ze swoim wojskiem pokonał wszystkich wrogów.

## Legenda wSłowenii
Słoweńska tradycja kultywowania Króla Matjaža trwała aż do XVI wieku. Pieśni, hymny, bajki oraz ballady z tamtego okresu są bardzo podobne dla tych z innych terytoriów, lecz posiadają kilka niezbyt ważnych różnic.
Słoweńscy znawcy kojarzą również postać króla Matjaža z konfliktem między nim a papieżem Grzegorzem IX oraz niemieckim cesarzem Fryderykiem II.

## Dzieła na temat legendy Króla Matjaža
- M. Malovrh, Kralj Matjaž, Narodna tiskarna, Ljubljana, 1904
- F. Levec, Anton Knezova knjižnica, Slovenska Matica, Ljubljana, 1905
- I. Cankar, Gospa Judit / Križ na gori / Potepuh marko in kralj Matjaž, Nova založba, Ljubljana, 1928
- I. Grafenauer, Slovenske pripovedke o kralju Matjažu, SAZU, Ljubljana 1951
- K. Brenk, Križ kraž kralj Matjaž, Mladinska knjiga, Ljubljana, 1964
- K. Brenk, Babica pripoveduje, Slovenske ljudske pravljice, Mladinska knjiga, Ljubljana, 1967
- I. Cankar, Zbrano delo, Državna založba Slovenije, Ljubljana, 1967-1976
- J. Stanič, Grad kralja Matjaža, Prešernova družba, Ljubljana, 1988
- D. Čater, Kralj Matjaž, Littera, Ljubljana, 1996
- G. Gaál, Madžarske pravljice o kralju Matjažu, Onej, Murska Sobota, 1999
- A. Štefan, Zlato kralja Matjaža, Mladinska knjiga, Ljubljana, 1999
- D. Š. Novosel, Kralj Matjaž in sol, Slovenska knjiga, Ljubljana, 2003
- M. Klopčič, Kralj Matjaž reši svojo nevesto, Mladinska knjiga, Ljubljana, 1951
- K. Kovič, Zlata ladja, Mladinska knjiga, Ljubljana, 1969
- O. Župančič, Kanglica, Mladinska knjiga, Ljubljana, 1969
- B. Novak, Pesem o kralju Matjažu, Cankarjeva založba, 2007
- M. Sernec Podgorelec, Kralj Matjaž, samozaložba, Celje, 1921
- D. Lavrenčič, Deca išče kralja Matjaža, »Tabor«, Ljubljana, 1993
- N. Kuret, Kralj Matjaž in Alenčica, Mladinska knjiga, Ljubljana, 1960
- F. Kozak, Kralj Matjaž, Državna založba Slovenije, Ljubljana, 1978
- Ž. Petan, Obtoženi volk / Kralj Matjaž in Alenčica / Petelin se sestavi, Mladinska knjiga, Ljubljana, 1978
- L. Suhodolčan, Norčije v gledališču, Mladinska knjiga, Ljubljana, 1979
- V. Pevcin, Križ, kraž, kralj Matjaž in še kaj, samozaložba, Štore, 1980
- A. Goljevšček, Čudežni kamen / Kralj Matjaž, kako se imaš? / Če zmaj požre mamo / Hiša, Mladinska knjiga, Ljubljana, 1981
- D. Zajc, Kralj Matjaž in Alenčica, Radiotelevizija, Ljubljana 1979
- E. Zagoričnik, Nezgoda o kralju Matjažu, Radio Slovenija, 1992
- E. Fritz, Papagaj Kralja Matjaža, Radio Slovenija, Ljubljana, 1999